# Олсен, Верн
Верн Ярл Олсен (англ. Vern Jarl Olsen, 16 марта 1918, Хилсборо, Орегон — 13 июля 1989, Мейвуд, Иллинойс) — американский бейсболист, питчер. Выступал в Главной лиге бейсбола в составе «Чикаго Кабс».

## Биография
Верн Олсен родился 16 марта 1918 года в Хилсборо, штат Орегон. Он был одним из четырёх детей в семье приехавшего в США из Норвегии Генри Теодора Олсена и его супруги Агнес, которая была родом из Миннесоты. Во время учёбы в школе Верн играл в футбол и баскетбол, занимался бейсболом. Позднее он начал играть питчером в составе различных полупрофессиональных команд из Портленда. В 1936 году Олсен подписал контракт с клубом «Лос-Анджелес Энджелс», одной из фарм-команд «Чикаго Кабс».
Его профессиональная карьера началась со сборов в составе «Энджелс» весной 1937 года. Затем Верна отправили играть в команду С-лиги из Понка-Сити. Несмотря на то, что команда заняла пятое место среди шести участников чемпионата, сам Олсен одержал 23 победы при всего 10 поражениях. Следующие два сезона он провёл в «Талсе Ойлерз», где претендовал на право считаться одним из самых перспективных молодых питчеров Техасской лиги.
В конце июля 1939 года «Кабс» выкупили контракт Олсена за 10 тысяч долларов. В Главной лиге бейсбола он дебютировал 8 сентября, сыграв один иннинг в матче против «Сент-Луис Кардиналс». Сезон 1940 года Верн начал реливером, но уже в мае впервые вышел на игру стартовым питчером. Всего в чемпионате он одержал тринадцать побед при девяти поражениях с пропускаемостью 2,97. В 1941 году в «Кабс» сменился главный тренер. Назначенный на этот пост Джимми Уилсон после неудачного выступления в первом матче вернул Олсена в буллпен, но спустя три недели снова перевёл его в стартовую ротацию. Всего в играх чемпионата он одержал десять побед при восьми поражениях с лучшим в команде показателем пропускаемости 3,15. В том же году Верн женился на Элейн Шолл, с которой прожил в браке следующие сорок восемь лет.
В декабре 1941 года японский флот атаковал Перл-Харбор. Несмотря на то, что игры Главной лиги бейсбола продолжались, часть игроков, среди которых был и Олсен, подлежала призыву на военную службу. В феврале 1942 года Верн попал в больницу из-за болей в желудке, мучавших его и годом ранее. Он пропустил весенние сборы команды и лишь в конце мая провёл первую игру в стартовом составе. Сезон для него сложился неудачно. В играх чемпионата Олсен одержал всего шесть побед при девяти поражениях с пропускаемостью 4,49, и потерял место в стартовой ротации. В ноябре он был призван на службу в ВМС.
После подготовки на Великих озёрах и в учебном центре Бейнбридж в Мэриленде, Олсен был направлен на Тихий океан. В течение всей службы он продолжал играть в бейсбол за различные военные команды. Демобилизовали его в конце 1945 года. Весной 1946 года он вернулся в состав «Кабс», но вернуть прежнюю форму не смог. Мешали ему и боли в локте. После завершения чемпионата Верна отчислили. Перед началом сезона 1947 года его пригласили на сборы «Нью-Йорк Джайентс», но пробиться в состав Олсен не смог. Он вернулся в «Талсу», но появился на поле лишь в двух играх чемпионата, ставших для него последними в профессиональной карьере.
Вместе с женой Верн поселился в западном пригороде Чикаго. Он продолжил играть в полупрофессиональной Лиге Большого Чикаго и, вплоть до выхода на пенсию в 1979 году, занимался продажами автомобилей. Скончался Верн Олсен 13 июля 1989 года в Медицинском центре Лойола в Мейвуде. 